# Howard Ross
Howard Ross, né Renato Rossini le 10 janvier 1941 à Rome, est un acteur italien.

## Biographie
Renato Rossini obtient ses premiers rôles majeurs dans des péplums.
Au milieu des années 1960, il finit par prendre le nom de scène d'Howard Ross. Il est surtout spécialisé dans des films d'aventures, de giallo et de néo-polar italien.
Invité spécial du Festival du film de Busto Arsizio de 2015, il reçut un prix pour l'ensemble de sa carrière dans le cinéma d'aventures italien.

## Filmographie

### Cinéma
- 1960 : Esther et le Roi (Esther and the King) de Raoul Walsh et Mario Bava : gladiateur (non crédité)
- 1962 : La notte dell'innominato (en) de Luigi Latini de Marchi
- 1963 : Maciste contre les Mongols (Maciste contro i Mongoli) de Domenico Paolella : Susdal
- 1964 : Le Trésor des tsars (Maciste alla corte dello zar) de Tanio Boccia : chef des pillards
- 1964 : Hercule l'invincible (Ercole l'invincibile) de Alvaro Mancori : capitaine de la garde
- 1964 : Maciste dans l'enfer de Gengis Khan (Maciste nell'inferno di Gengis Khan) de Domenico Paolella : Gason
- 1964 : Marchands d'esclaves (Anthar l'invincibile) de Antonio Margheriti : Hasien, garde du corps de Kamal
- 1964 : Le Triomphe d'Hercule (Il trionfo di Ercole) de Alberto De Martino : Gordio
- 1964 : Le Jour de la vengeance (Una spada per l'impero) de Sergio Grieco : Leto
- 1964 : Le Grand défi (Ercole, Sansone, Maciste e Ursus gli invincibili) de Giorgio Capitani : Maciste
- 1964 : La Révolte de Sparte (La rivolta dei sette) de Alberto De Martino : Croto
- 1964 : Kindar prince du désert (Kindar, l'invulnerabile) de Osvaldo Civirani : Siro
- 1965 : Duel dans le désert (La magnifica sfida) de Miguel Lluch : Jafar
- 1965 : Quatre Hommes à abattre (I 4 inesorabili) de Primo Zeglio : Troy
- 1966 : Les Dollars du Nebraska (Ringo del Nebraska) de Antonio Román et Mario Bava : Lou Felton
- 1966 : Missione sabbie roventi de Alfonso Brescia
- 1966 : Johnny Colt (Starblack) de Giovanni Grimaldi : Jop
- 1966 : Zorro le rebelle (Zorro, il ribelle) de Piero Pierotti : Zorro / Don Ramiro
- 1967 : Johnny Texas (Wanted Johnny Texas) de Emimmo Salvi : O'Connor
- 1967 : Les Chiens verts du désert (Attentato ai tre grandi) de Umberto Lenzi : Willy Mainz
- 1967 : Quinze Potences pour un salopard (15 forche per un assassino) de Nunzio Malasomma : Steve
- 1967 : La Gloire des canailles (Dalle Ardenne all'inferno) d'Alberto De Martino : Randall
- 1968 : Les Sept Enragés du Texas (L'ira di Dio) d'Alberto Cardone : Jessy
- 1968 : Les Amours de Lady Hamilton (Le calde notti di Lady Hamilton) de Christian-Jaque : Dick Strong
- 1969 : El 'Che' Guevara de Paolo Heusch : Pepe
- 1969 : Kidnapping! Paga o uccidiamo tuo figlio d'Alberto Cardone : assistant du shérif
- 1969 : La Bataille de la Neretva (Bitka na Neretvi) de Veljko Bulajić : Mario
- 1969 : Les Nuits érotiques de Poppée (Le calde notti di Poppea) de Guido Malatesta : Marco
- 1970 : Ici Londres… la colombe ne doit pas voler (La colomba non deve volare) de Sergio Garrone
- 1970 : L'Île de l'épouvante (5 bambole per la luna d'agosto) de Mario Bava : Jack Davidson
- 1970 : Sans peur, sans pitié (O Cangaceiro) de Giovanni Fago : Hoffmann
- 1971 : Historia de una traición de José Antonio Nieves Conde
- 1971 : Martha de José Antonio Nieves Conde
- 1971 : Quand les femmes étaient femelles (Quando gli uomini armarono la clava e... con le donne fecero din-don) de Bruno Corbucci : Mash
- 1971 : Sergent Klems (Il sergente Klems) de Sergio Grieco : Hamed
- 1972 : Le Manoir aux filles (Ragazza tutta nuda assassinata nel parco) d'Alfonso Brescia : Günther
- 1972 : Caresses à domicile (A.A.A. Massaggiatrice bella presenza offresi...) de Demofilo Fidani : Oskar
- 1972 : Les Nuits érotiques d'une courtisane (Poppea… una prostituta al servizio dell'impero) d'Alfonso Brescia : Tigellino
- 1973 : Le Boss (Il boss) de Fernando Di Leo : Melende
- 1973 : La Charge des diables (Campa carogna... la taglia cresce) de Giuseppe Rosati : Lieutenant Junger Kohl
- 1973 : Number one de Gianni Buffardi
- 1973 : Les Colts au soleil (Un hombre llamado Noon) de Peter Collinson : Bayles
- 1973 : La Dernière Chance (L'ultima chance) de Maurizio Lucidi : Jack, le mécanicien
- 1973 : La Vie érotique d'Hélène de Troie (Elena si, ma.... di Troia) d'Alfonso Brescia
- 1974 : L'assassin a réservé neuf fauteuils (L'assassino ha riservato nove poltrone) de Giuseppe Bennati : Russell
- 1974 : Cinq Femmes pour l'assassin (Cinque donne per l'assassino) de Stelvio Massi : Le commissaire de police
- 1975 : Ordre de tuer (El clan de los inmorales) de José Gutiérrez Maesso (it) : Richard
- 1975 : L'Homme qui défia l'Organisation (L'uomo che sfidò l'organizzazione) de Sergio Grieco : Steve Barren
- 1976 : La Louve sanguinaire (La lupa mannara) de Rino Di Silvestro : Luca Mondini
- 1976 : Sfida sul fondo (it) de Melchiade Coletti (it) et Gigi Oliviero
- 1976 : Oh, Serafina! d'Alberto Lattuada : Romeo Radice
- 1976 : L'Homme sans pitié (Genova a mano armata) de Mario Lanfranchi : Caleb
- 1978 : L'Affaire de la fille au pyjama jaune (La ragazza dal pigiama giallo) de Flavio Mogherini : Roy Conner
- 1978 : Intérieur d'un couvent (Interno di un convento) de Walerian Borowczyk : Rodrigo Landriani
- 1978 : L'immoralità de Massimo Pirri : Federico, un tueur d'enfant
- 1980 : Maria, Nur die Nacht war ihr Zeuge (de) d'Ernst Hofbauer : Panos
- 1980 : Champagne... e fagioli (it) d'Oscar Brazzi
- 1981 : The Mafia Triangle (en) (Napoli, Palermo, New York - Il triangolo della camorra) d'Alfonso Brescia : Galante
- 1981 : Teste di quoio (it) de Giorgio Capitani : Zardi
- 1982 : L'Éventreur de New York (Lo squartatore di New York) de Lucio Fulci : Mickey Scellenda
- 1983 : I briganti de Giacinto Bonacquisti (it)
- 1984 : 2072, les mercenaires du futur (I guerrieri dell'anno 2072) de Lucio Fulci : Raven
- 1984 : Afghanistan Connection (it) (I giorni dell'inferno) de Tonino Ricci : Grayson
- 1995 : Vacanze di Natale '95 de Neri Parenti : Bob

### Télévision
- 1970 : New York Philharmonic Young People's Concerts (1 épisode)
- 1976 : Philemon, téléfilm de Norman Lloyd
- 1978 : I problemi di Don Isidro (1 épisode)
- 1986 : Affari di famiglia, téléfilm de Marcello Fondato
- 1987 : Turno di notte (1 épisode)
- 1987 : Tutti in palestra (mini-série)
- 1989 : Appuntamento a Trieste (mini-série)
- 1990 : College (11 épisodes)
- 1991 : Safari, téléfilm de Roger Vadim
- 1993 : Passioni
- 1995 : Il mago, téléfilm d'Ezio Pascucci
- 1996 : Il maresciallo Rocca (1 épisode)